# エピキュリアン
エピキュリアン（Epicurean）は、THE ALFEEの変名ユニット・“BE∀T BOYS”が1996年4月3日に発売した通算5枚目のシングルである。
品番：PCDA-00838

## 概要
- BE∀T BOYS名義としては、5年9ヵ月ぶりのリリース作品。
- 映画『美味しんぼ』主題歌。

## 収録楽曲
1. エピキュリアン（作詞：森雪之丞、作曲：Dr.Takamizawa、編曲：CHOKKAKU）
2. エピキュリアン（BACK TRACK）